# Conus gabrielae
Conus gabrielae é uma espécie de gastrópode do gênero Conus, pertencente à família Conidae.